# الفرق بين الجنس والجندر

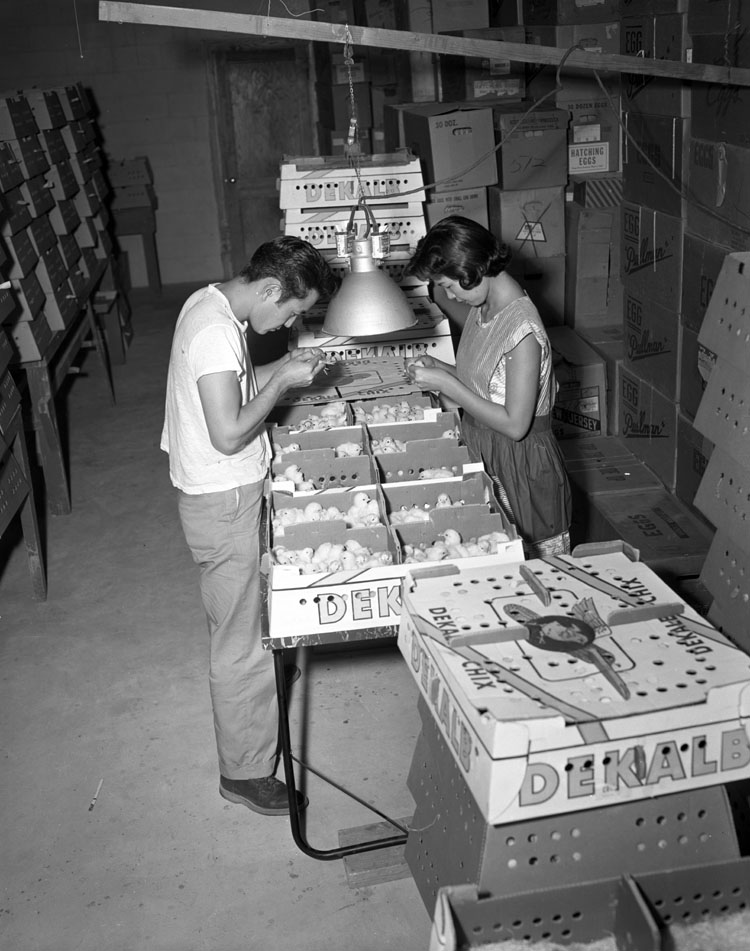

(هذا شئ غير موجود و حرام الامرأة مرأة و رجل رجل نقطة. )ينطوي الفرق بين الجنس والجندر على الاختلاف بين الجنس البيولوجي لشخص ما (تشريح الجهاز التناسلي للفرد، بالإضافة إلى خصائص الجنس الثانوية) والجندر الذي ينتمي إليه هذا الشخص، إذ يشير الجندر إما إلى الأدوار الاجتماعية القائمة على جنس الشخص (الدور الجندري) أو التماهي الشخصي للفرد مع جندر ما بالاستناد إلى وعيه الداخلي (الهوية الجندرية). قد لا يتماشى الجنس المُحدد عند الولادة لشخص ما مع جندره في بعض الحالات، فيكون هذا الشخص عابر جندريًا مثلًا. قد يمتلك الشخص خصائص جنسية بيولوجية من شأنها أن تعقّد عملية تحديد الجنس في بعض الحالات، فيكون الشخص ثنائي الجنس البيولوجي مثلًا.
يُستخدم مصطلحا الجنس والجندر على سبيل التبادل أحيانًا في الكلام العادي. تضع بعض القواميس والتخصصات الأكاديمية تعريفين مختلفين لهذين المصطلحين، بينما تعتبرهما بعض القواميس والتخصصات الأكاديمية الأخرى متطابقين. لا تمتلك بعض اللغات كالألمانية أو الفنلندية مصطلحين منفصلين للتعبير عن الجنس والجندر، إذ لا يُمكن التمييز بينهما سوى من خلال السياق.
يعتمد العلماء مصطلح الاختلافات الجنسية (بالمقارنة مع الاختلافات الجندرية) عادةً للإشارة إلى الصفات مثنوية الشكل الجنسي التي يُفترض أنها نتائج تطورية للاصطفاء الجنسي.

## الجنس
يُعتبر التكاثر متباين الأمشاج أو اختلاف حجم المشيج (الخلايا الجنسية) السمة البارزة لكلا الجنسين. يمتلك الذكور بطبيعتهم أمشاجًا صغيرةً متحركةً (الحيوانات المنوية)، بينما تمتلك الإناث أمشاجًا كبيرةً وثابتةً عمومًا (البويضات أو البيض). ينطوي التمايز الجنسي بين الذكر والأنثى البشريين على وجود كروموسوم واي أو عدم وجوده، ونوع الغدد التناسلية (المبيض أو الخصيتين)، وتوازن الهرمونات التناسلية (التستوستيرون أو الإستروجين)، والتشريح التناسلي الداخلي (كالرحم أو غدة البروستاتا مثلًا)، والأعضاء التناسلية الخارجية (كالقضيب أو الفرج مثلًا). يُسمى الأشخاص الذين يمتلكون عناصر جنسية مختلطة بثنائيي الجنس البيولوجي. يُطلق على الأشخاص الذين تختلف تجربتهم النفسية الداخلية عن جنسهم المُحدد عند الولادة اسم العابرين جندريًا، أو العابرين جنسيًا، أو اللامنتمين للثنائية الجنسية/الجندرية.
يجمع العلماء على اعتبار جميع السلوكيات أنماطًا ظاهريةً أو تفاعلات معقدةً تخص علم الأحياء وعلم البيئة، وبذلك يُعتبر تصنيف الطبيعة ضد التنشئة تصنيفًا مضللًا. يُستخدم مصطلح الاختلافات الجنسية عادةً للدلالة على السمات مثنوية الشكل الجنسي التي يُفترض أنها نتائج تطورية للاصطفاء الجنسي. على سبيل المثال، يُعتبر الاختلاف الجنسي في الطول لدى البشر نتيجةً للاصطفاء الجنسي، بينما يُعد الاختلاف الجنسي في طول شعر الرأس (تمتلك النساء شعرًا أطول) غير مرتبط بالاصطفاء الجنسي. تظهر الأبحاث العلمية أن لجنس الفرد تأثير على سلوكه. 
يُشرح مفهوم الجنس بشكل مختلف عن مفهوم الجندر في قاموس أكسفورد الإنجليزي، إذ يرد فيه أن مفهوم الجنس «يُستخدم حاليًا للدلالة على الاختلافات البيولوجية». تستخدم منظمة الصحة العالمية شرحًا مشابهًا لمفهوم الجنس السابق، فتقول «يشير [الجنس] إلى الخصائص البيولوجية والفسيولوجية التي تحدد الرجال والنساء» وتعتبر «[الذكر] و[الأنثى] تصنيفات جنسية».
وفي المقابل، يرد في قاموس التراث الأمريكي (الطبعة الخامسة) عدة تعريفات للجنس، أحدهما يقول إن الجنس «واحد من شقّين مُسميين أنثى وذكر، ومن خلاله تُصنّف معظم الكائنات الحية على أساس أعضائها ووظائفها التناسلية»، وآخر يقول إنه «هوية المرء باعتباره أنثى أو ذكر».

### تاريخيًا
يشير المؤرخ توماس دبليو. لاكيور إلى ميل العديد من الأطباء منذ عصر النهضة وحتى القرن الثامن عشر للاعتقاد بوجود جنس بيولوجي واحد فقط (نظرية الجنس الواحد، التي تقول إن للنساء والرجال بنية إنجابية واحدة أساسًا). يعتقد البعض باستمرار انتشار هذا الاعتقاد في القرنين الثامن عشر والتاسع عشر. يجزم لاكيور بأن نموذج الجنس الواحد –حتى في ذروة انتشاره-– قد لاقى دعمًا بين أوساط الأوروبيين الحاصلين على التعليم العالي، لكن لا وجود لأي أدلة تشير إلى شيوع الاعتقاد بهذا النموذج أو اتفاق الأطباء ممن عالجوا عامة السكان عليه. حازت مسألة الجنس والجندر على اهتمام كبير في أمريكا خلال الحروب، أي في الوقت الذي اضطرت فيه النساء إلى العمل بينما خاض الرجال الحرب.

## الجندر
يعرّف قاموس أوكسفورد للغة الإنجليزية مفهوم الجندر على أنه «كناية عن جنس الإنسان في استخدامه الحديث (ولا سيما من المنظور النسوي)، وغالبًا ما يُقصد من استخدامه التشديد على الفوارق الاجتماعية والثقافية بدلًا من الفوارق البيولوجية بين الجنسين»، ويعود أول مثال لاستخدام هذا المصطلح في القاموس إلى عام 1963. يعرّف قاموس التراث الأمريكي (الطبعة الخامسة) مفهوم الجندر بنفس الطريقة التي يعرّف فيها مفهوم الجنس البيولوجي، لكنه يضع تعريفًا آخر بالاستناد إلى هوية الفرد الذي «لا يكون أنثى بالكامل أو ذكرًا بالكامل».
تستخدم منظمة الصحة العلمية تعريفًا للجندر ضمن عملها، يقول التعريف: «يشير مصطلح [جندر] إلى الأدوار والسلوكيات والأنشطة والسمات التي يعتبرها مجتمع ما ملائمة للرجال والنساء» ويضيف أن «[الذكوري] و[الأنثوي] هما فئتان جندريتان». اعتادت إدارة الغذاء والدواء (إف. دي. إيه.) على استخدام مصطلح الجندر بدلًا من الجنس للإشارة إلى الاختلافات الفسيولوجية بين الذكور والإناث. عدلت إدارة الغذاء والدواء عن موقفها هذا في عام 2011، فبدأت باستخدام مصطلح الجنس باعتباره تصنيفًا بيولوجيًا، بينما استخدمت مصطلح الجندر ليعني «تمثيل الشخص لذاته بصفته ذكرًا أو أنثى، أو كيفية تجاوب المؤسسات الاجتماعية مع هذا الشخص بناءً على تمثيله الفردي لجندره». يسود استخدام مصطلح الجندر للإشارة إلى فسيولوجيا الحيوانات غير البشرية، دون أي تضمين لمفهوم الأدوار الجندرية الاجتماعية.
تميّز منظمة غلاد (تحالف المثليين والمثليات ضد التشهير سابقًا) بين الجنس والجندر في الدليل المرجعي لوسائل الإعلام الذي نشرته مؤخرًا: يُعتبر الجنس «تصنيفًا للأشخاص على أنهم ذكور أو إناث» عند الولادة، إذ يستند مفهوم الجنس إلى الخصائص الجسدية مثل الكروموسومات والهرمونات والأعضاء التناسلية الداخلية والأعضاء الجنسية؛ بينما تتجسد الهوية الجندرية في «إحساس الفرد الداخلي بأنه رجل أو امرأة (أو فتى أو فتاة)».
تجزم بعض الفيلسوفات النسويات بأنه لا يُمكن تحديد جندر الشخص من خلال جنسه إطلاقًا. يُعتبر كتاب جدلية الجنس أحد النصوص النسوية ذات التأثير الكبير التي تدعم هذه الفكرة.
وصف كتاب كما جعلته الطبيعة: الفتى الذي رُبّي كفتاة حالة ديفيد رايمر، الفتى الذي عاش باعتباره فتاةً بعد ختان فاشل بحسب ما جاء في دراسات جون ماني. لم يشعر ريمر بالراحة في حياته بصفته فتاةً، لذا غيّر هويته الجندرية إلى ذكر لاحقًا بعد اكتشافه لحقيقة خضوعه لعملية جراحية. أقدم ريمر على الانتحار في نهاية المطاف.

### تاريخيًا
استُخدم مفهوم الجندر بمعنى الفروق الاجتماعية والسلوكية «منذ نحو 30.000 عام على الأقل» بحسب الأدلة الأثرية.  تبيّن وجود المزيد من الأدلة التي تعود بالزمن إلى «236,000 عام مضى»، ويُعد موقع دولني فستونيسي الأثري وغيره من المواقع في ما يُعرف الآن باسم جمهورية التشيك مثالًا على ذلك. تُعرف تلك الفترة الزمنية باسم العصر الحجري القديم العلوي.
اشتُقّ المعنى التاريخي لكلمة جندر الإنجليزية من كلمة جينوس اللاتينية، التي كانت تعني «نوع» أو «صنف». أصبح هذا المعنى متقادمًا مع حلول القرن العشرين، ولم يُستخدم هذا المعنى لكلمة جندر إلا في سياق القواعد النحوية (جنس قواعدي). تغيّرت الأحوال في أوائل سبعينيات القرن الماضي، ولا سيما بعد تبني النظرية النسوية لأعمال جون ماني، وخصوصًا كتابه المدرسي الشهير رجل وامرأة، فتى وفتاة. تسود مسألة معنى كلمة جندر مجال العلوم الاجتماعية في الوقت الحالي، وذلك على الرغم من استخدام كلمتي جندر وجنس على سبيل التبادل في العديد من السياقات الأخرى. استُخدمت كلمة جندر في اللغات للمرة الأولى بغية وصف الكلمات الأنثوية والذكورية، وحافظ هذا المعنى على انتشاره حتى ستينيات القرن العشرين.